# برايان جي. فلاهرتي
برايان جي. فلاهرتي هو سياسي أمريكي، ولد في 1965 في واتربوري في الولايات المتحدة. نشط حزبياً في الحزب الجمهوري. وقد انتخب عضو مجلس نواب كونيتيكت ‏.